# Jan Kobow

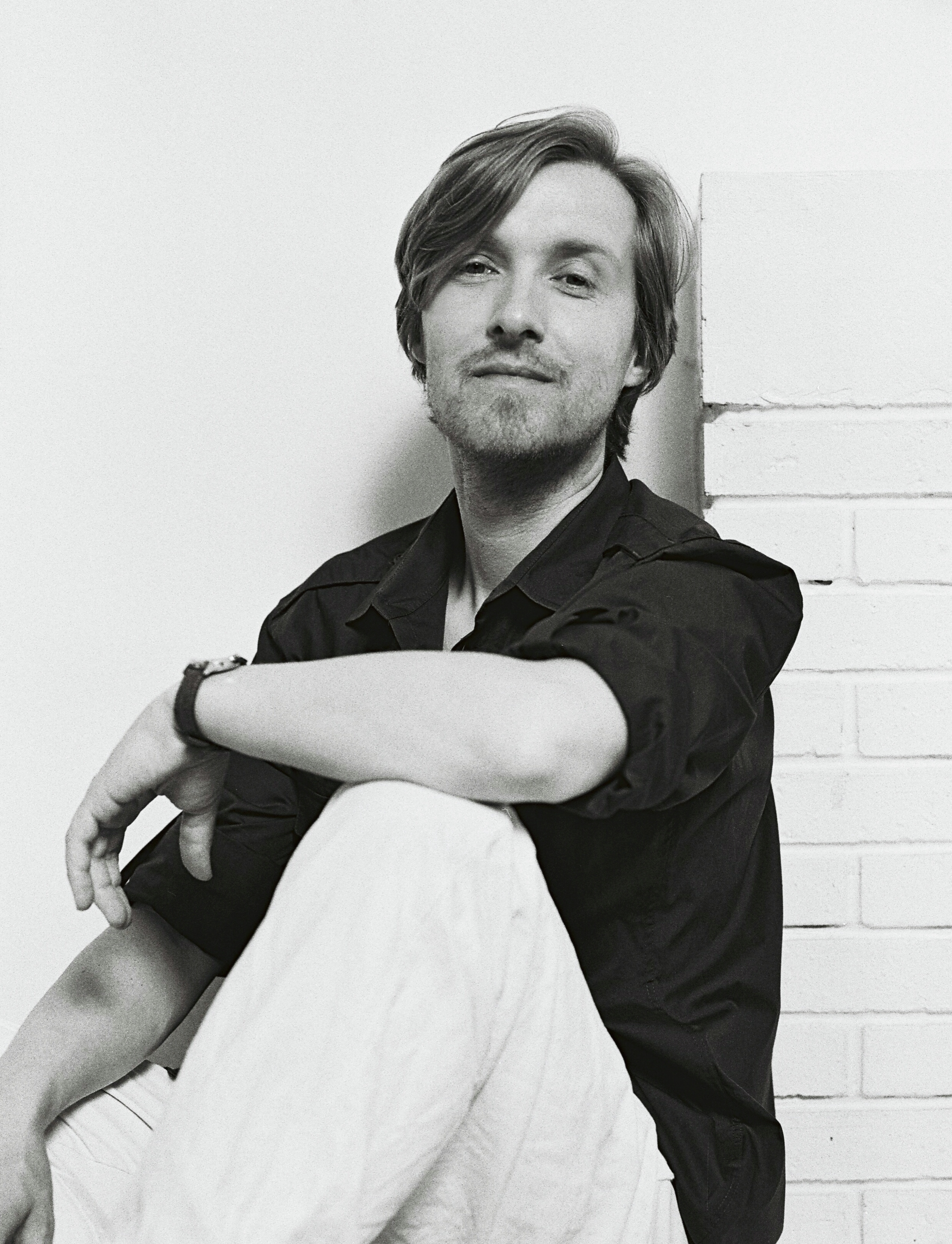
Jan Kobow (2012)

Jan Kobow (* 1966 in Berlin) ist ein deutscher Sänger (Tenor) im Bereich der Klassischen Musik.

## Leben
Jan Kobow wuchs in Berlin auf und besuchte das Walther-Rathenau-Gymnasium, das er 1987 mit dem Abitur verließ. Seine erste musikalische Ausbildung erhielt er als Knabensolist beim Staats- und Domchor Berlin unter Christian Grube. Er studierte zunächst Orgel an der Pariser Schola Cantorum und schloss 1994 sein Studium der Kirchenmusik an der Musikhochschule in Hannover ab. Sein Gesangsstudium an der Musikhochschule Hamburg bei Sabine Kirchner beendete er 1999 mit Abschluss.
Jan Kobow ist weltweit als Oratorien- und Liedsänger erfolgreich. Er konzertierte mit herausragenden Dirigenten wie Nikolaus Harnoncourt und Philippe Herreweghe und war an der Aufnahme sämtlicher Kantaten Johann Sebastian Bachs (sog. „Bach Cantata Pilgrimage“) unter der Leitung von Sir John Eliot Gardiner beteiligt. Jan Kobow tritt häufig auch als Liedsänger, besonders mit deutschen Kunstliedern der Romantik, auf. Er gibt regelmäßig Liederabende, unter anderem 2005 in den USA und Kanada gemeinsam mit dem Pianisten Kristian Bezuidenhout. Als Opernsänger gastierte Jan Kobow 2003 beim Boston Early Music Festival. Im Sommer 2004 gab er sein Debüt am Theatre Royal de la Monnaie Brüssel als Telemaco in der Monteverdi-Oper Il ritorno d’Ulisse in patria. Er gastierte mit dieser Produktion auch im Lincoln Center in New York sowie in Caen und Luxemburg.
Seit den 1990er Jahren tritt Jan Kobow regelmäßig mit dem Ensemble „Die Himlische Cantorey“ auf, deren Gründungsmitglied er ist. Dieses Ensemble pflegt unter anderem die Musik von Claudio Monteverdi und John Dowland.
Er lebt seit 2009 auf Schloss Seehaus in Markt Nordheim in Mittelfranken. Der Fernseh-Beitrag Ein Schloss voller Musik (2010) zeigt Kobows Wirken als klassischer Gesangskünstler und Miteigentümer von Schloss Seehaus.

## Auszeichnungen
- 1998: Erster Preis beim 11. Internationalen Johann-Sebastian-Bach-Wettbewerb
- 2004: Luitpoldpreis des Festivals Kissinger Sommer